# NGC 7239
NGC 7239 est une galaxie lenticulaire située dans la constellation du Verseau. Sa vitesse par rapport au fond diffus cosmologique est de 7 449 ± 33 km/s, ce qui correspond à une distance de Hubble de 109,9 ± 7,7 Mpc (∼358 millions d'al). NGC 7239 a été découverte par l'astronome allemand Albert Marth en 1864.